# Günther Jaenicke

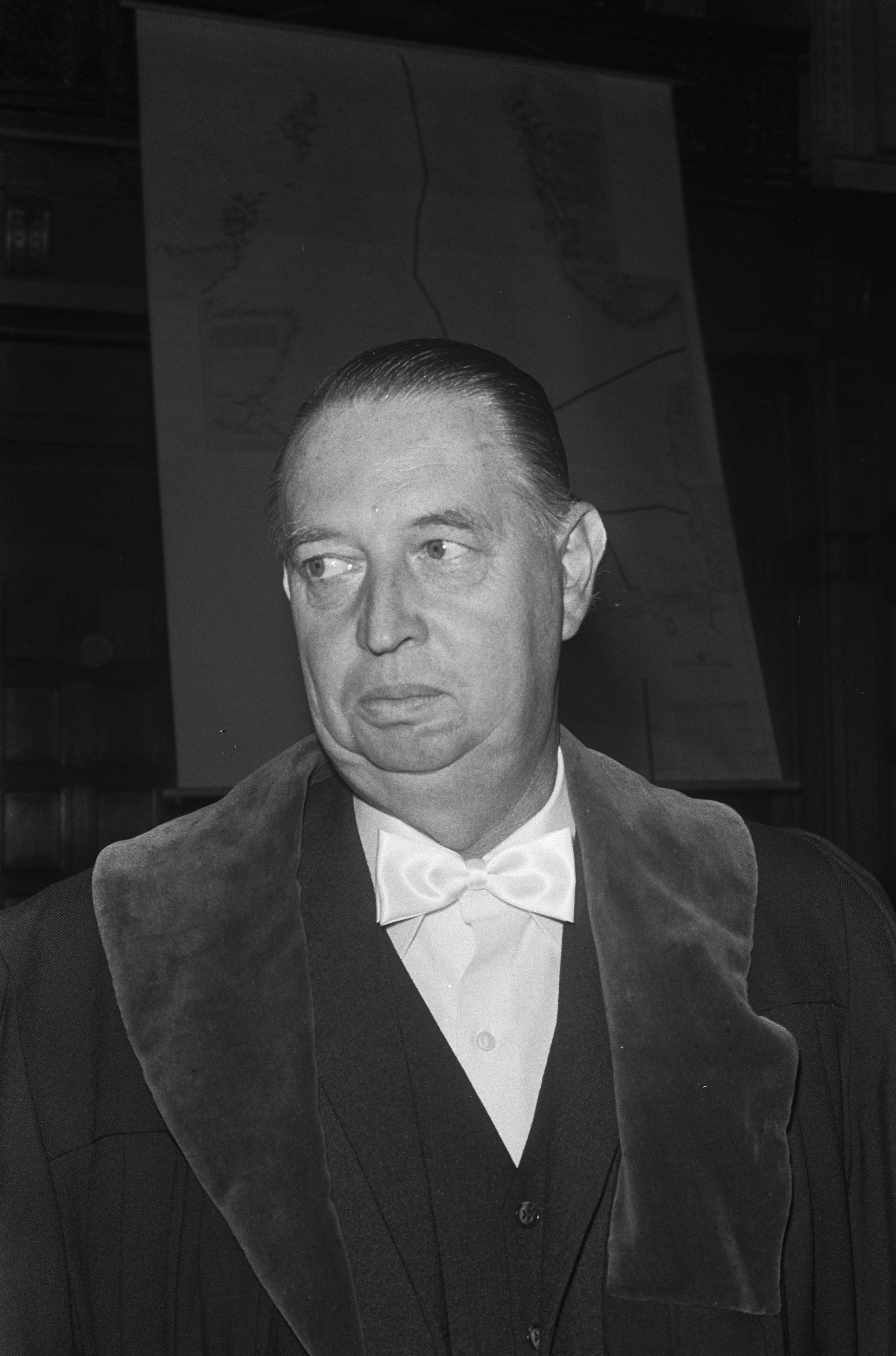

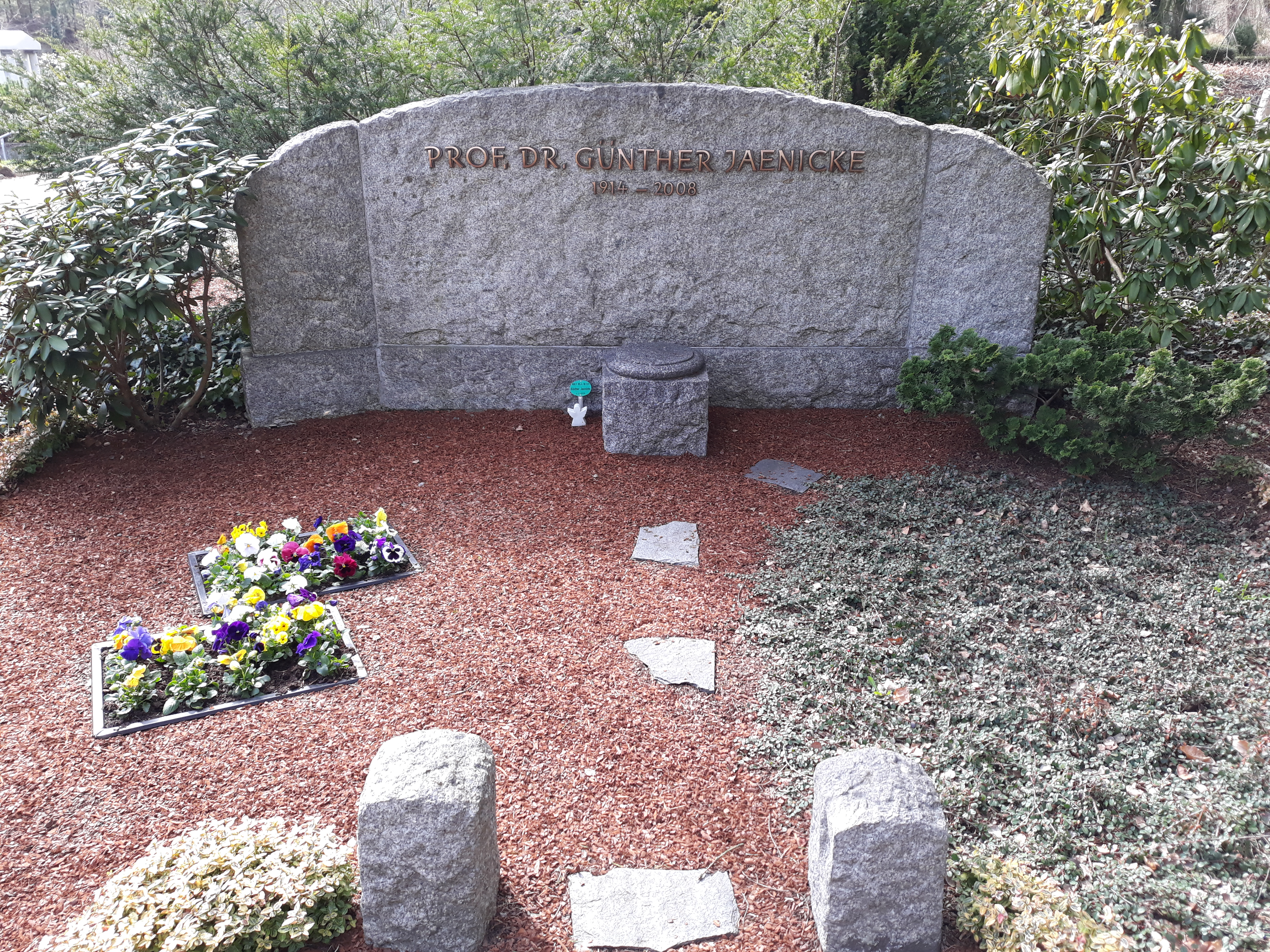
Das Grab von Günther Jaenicke auf dem Friedhof Hermsdorf in Berlin.

Günther Jaenicke (* 5. Januar 1914 in Halle (Saale); † 2. Januar 2008) war ein deutscher Rechtswissenschaftler und Völkerrechtler.

## Leben
Jaenicke studierte Rechtswissenschaften und wurde 1940 an der Ruprecht-Karls-Universität Heidelberg mit der Arbeit Der Begriff der Diskriminierung im modernen Völkerrecht zum Dr. iur. promoviert. 1959 bis 1982 war er Ordinarius für Öffentliches Recht einschließlich Völkerrecht und Europarecht an der Johann Wolfgang Goethe-Universität in Frankfurt am Main.
Jaenicke war wissenschaftliches Mitglied des Max-Planck-Instituts für ausländisches öffentliches Recht und Völkerrecht und Mitglied der Deutschen Gesellschaft für Völkerrecht. Er war Ehrenvorsitzender der Deutschen Vereinigung für Internationales Recht. Für seine Verdienste um das Völkerrecht wurde ihm das Große Verdienstkreuz des Verdienstordens der Bundesrepublik Deutschland verliehen.
Seit 1932 war er Mitglied des Corps Borussia Halle.

## Werke
- Der Begriff der Diskriminierung im modernen Völkerrecht, Junker u. Dünnhaupt Berlin 1940
- Der Abbau der Kontrollratsgesetzgebung : Die Kompetenz alliierter u. dt. Organe zur Ausserkraftsetzung von Kontrollratsgesetzen im Gebiet d. Bundesrepublik Deutschland, Heymann 1952
- Finanzverfassung der Europäischen Gemeinschaften, Heymann 1984, ISBN 3-452-20165-1
- International mining investment, Frankfurt a. M. 1988, ISBN 3-7875-1160-1